# Алту-Гарсас
Алту-Гарсас (порт. Alto Garças) — муниципалитет в Бразилии, входит в штат Мату-Гросу. Составная часть мезорегиона Юго-восток штата Мату-Гроссу. Входит в экономико-статистический микрорегион Алту-Арагуая. Население составляет 9132 человека на 2007 год. Занимает площадь 3660,387 км². Плотность населения — 2,3 чел./км².
Праздник города — 10 декабря.

## История
Город основан 10 декабря 1953 года. 

## Статистика
- Валовой внутренний продукт на 2003 год составляет 133 362 500,00 реалов (данные: Бразильский институт географии и статистики).
- Валовой внутренний продукт на душу населения на 2003 год составляет 15 977,30 реалов (данные: Бразильский институт географии и статистики).
- Индекс развития человеческого потенциала на 2000 год составляет 0,795 (данные: Программа развития ООН).